# Ribes horridum
Ribes horridum là một loài thực vật có hoa trong họ Grossulariaceae. Loài này được Rupr. ex Maxim. miêu tả khoa học đầu tiên năm 1859.